# Горсъю
Горсъю, Горстью — река в России, протекает по Троицко-Печорскому району Республики Коми. Устье реки находится в 1 км от устья реки Нижняя Налдэг по левому берегу. Длина реки составляет 19 км.
Исток реки в болотах в 50 км к юго-западу от Троицко-Печорска. Течёт на юго-восток, русло извилистое, всё течение проходит по ненаселённому заболоченному таёжному лесу. Именованных притоков не имеет. Впадает в Нижнюю Налдэг у урочища Северная Мылва 1-я километром выше впадения той в Северную Мылву.

## Данные водного реестра
По данным государственного водного реестра России относится к Двинско-Печорскому бассейновому округу, водохозяйственный участок реки — Печора от истока до водомерного поста у посёлка Шердино, речной подбассейн реки — Бассейны притоков Печоры до впадения Усы. Речной бассейн реки — Печора.
Код объекта в государственном водном реестре — 03050100112103000059881.